# Karol Musioł (fizyk)
Karol Musioł (ur. 30 września 1944 w Bytomiu) – polski fizyk doświadczalny, specjalizujący się w fizyce jądrowej, spektroskopii atomowej i plazmowej, profesor nauk fizycznych. Rektor Uniwersytetu Jagiellońskiego (2005–2012).

## Życiorys
W 1962 został absolwentem Liceum Ogólnokształcącego w Radzionkowie. Podjął studia na Wydziale Matematyki, Fizyki i Chemii Uniwersytetu Jagiellońskiego, które ukończył w 1968. W 1975 uzyskał stopień doktora nauk fizycznych, zaś w 1987 został doktorem habilitowanym. W 1997 otrzymał tytuł profesora nauk fizycznych. Zawodowo związany z Uniwersytetem Jagiellońskim, od 1992 na stanowiskach profesorskich. Zatrudniony w Zakładzie Fotoniki Instytutu Fizyki, gdzie zajmuje się badaniami własności atomów i jonów oraz zastosowaniem laserów w diagnostyce plazmy, a także optyką nieliniową. Był m.in. prodziekanem (1990–1993) i dziekanem (1999–2002) Wydziału Matematyki, Fizyki i Informatyki, w latach 2002–2005 pełnił funkcję prorektora do spraw rozwoju. W 2005 pierwszy raz wybrano go na rektora UJ, w 2008 uzyskał reelekcję na czteroletnią kadencję.
Był wiceprzewodniczącym Konferencji Rektorów Akademickich Szkół Polskich (2005–2008). Został przewodniczącym rady Fundacji dla Uniwersytetu Jagiellońskiego oraz członkiem Społecznego Komitetu Odnowy Zabytków Krakowa. W 2002 otrzymał tytuł doktora honoris causa Uniwersytetu w Orleanie, a w 2009 tożsame wyróżnienie przyznane przez The Catholic University of America. W 2008 wyróżniony Śląską Nagrodą im. Juliusza Ligonia.

## Odznaczenia
- Krzyż Komandorski Orderu Odrodzenia Polski (2011)[2]
- Srebrny Krzyż Zasługi (1996)[3]
- Srebrny Medal Honorowy za Zasługi dla Województwa Małopolskiego (2012)[4]
- Wielki Oficer Orderu Zasługi (Portugalia, 2008)[5]
- Kawaler I klasy Orderu Zasługi (Norwegia, 2012)[6]